# Ataenius cartago
Ataenius cartago är en skalbaggsart som beskrevs av Zdzisława Stebnicka 2007. Ataenius cartago ingår i släktet Ataenius och familjen Aphodiidae. Inga underarter finns listade.